# Sture Svensson (industriman)
Sture Rudolf Clarence Svensson, född 3 maj 1916 i Norrköpings Sankt Olai församling, död 24 mars 2005 i Stora Tuna församling var en svensk industriman.

## Biografi
Svensson växte upp i Asarum i Blekinge. Han avlade realexamen i Karlshamn och studentexamen vid Tekniska Gymnasiet i Malmö på maskinteknisk linje. Svensson fortsatte sina studier på Kungliga tekniska högskolan i Stockholm där han avlade bergsingenjörsexamen 1942.
Sin första anställning fick han vid Svenska Aloxidverken i Sundsvall. År 1943 anställdes Svensson vid Söderfors bruk som tillhörde Stora Kopparbergs Bergslags AB. Stora planer fanns för brukets utveckling och Svensson blev djupt involverad i dessa och blev trots sin ännu ringa ålder tilldelad viktiga uppgifter. Östra verken vid Söderfors bruk etablerades och där byggdes ett varmvalsverk för tråd samt valsverk för mediumprodukter i höglegerat specialstål. En smedja för grövre specialstålsmide uppfördes för både hammar- och hydraulpressmide. Ett djärvt inslag i den genomgripande omdaningen av det gamla bruket var ett kallvalsverk för bred rostfri plåt.
Den ekonomiska expansionen och den stigande efterfrågan på stål som efterkrigstiden innebar skapade också storslagna planer för Domnarvets Jernverk i Borlänge. Svensson kom till Domnarvet 1950. Under hans ledning investerades i ett trådvalsverk ("Morganverket") och ett mediumvalsverk ("Brightside"). Då var det den största investeringen i anläggningarna på Domnarvets Jernverk sedan dess tillkomst på 1870-talet.
Därefter inleddes Svenssons legendariska karriär som dynamisk och karismatisk produktionschef. Förutom sin tekniska kompetens visade han prov på lyhörd marknadskänsla. Han insåg att de föråldrade varmvalsverken för tunnplåt måste ersättas av bredbandvalsning av internationellt snitt. Svensson förklarade för styrelsen att det var framtiden inte minst mot bakgrunden av expanderande bil- och vitvaruindustrier. Styrelsen för Stora Kopparbergs Bergslags AB , liten men desto mera namnkunnig, bevekades inte i första taget. Investeringsbeloppet var hisnande och Svensson blev hemsänd med uppgiften att komma med en billigare lösning. Han återkom med beskedet: "Ska det göras något annat än det jag föreslår får ni leja någon annan att göra det."
När strukturomvandlingen av den svenska stålindustrin i slutet av 1970-talet då SSAB bildades kom blev det bredbandverk för varmvalsning och kallvalsverket, som Svensson en gång fått i uppdrag att bygga, bli basen och kärnverksamheten. Utan Svenssons klarsyn och envisa insatser i slutet av 1950-talet kan man fråga sig SSAB varit i dag.
Svensson blev teknisk direktör 1963 och chef för Domnarvets Jernverk 1966 som ett år senare omfattade all stål- och gruvverksamhet i Stora Kopparbergs Bergslags AB. 
Svensson belönades för sina insatser för svensk stålindustri med hedersuppdrag och utmärkelser. År 1990 tilldelades han Jernkontorets belöningsjetong i guld som förärats få personer sedan den instiftades 1822 och bara honom själv under de senaste 50 åren.